# ジオキシラン
ジオキシラン(dioxirane)は、一個の炭素と二個の酸素で構成された三員環の分子である。若干不安定であり、有機合成において酸化剤として使われる。一般的に使用されるジオキシランはジメチルジオキシラン(DMDO)のみで、これはアセトンの酸化体である。